# Praça Clóvis Beviláqua (Viçosa do Ceará)
A Praça Clóvis Beviláqua é um espaço público e histórico da cidade de Viçosa do Ceará, município do estado brasileiro do Ceará. Está localizada no Centro Histórico e existe desde os primórdios da cidade.

## Constituição arquitetônica
Praça Clóvis Beviláqua|miniaturadaimagem|esquerda|Placa da reforma (2015).

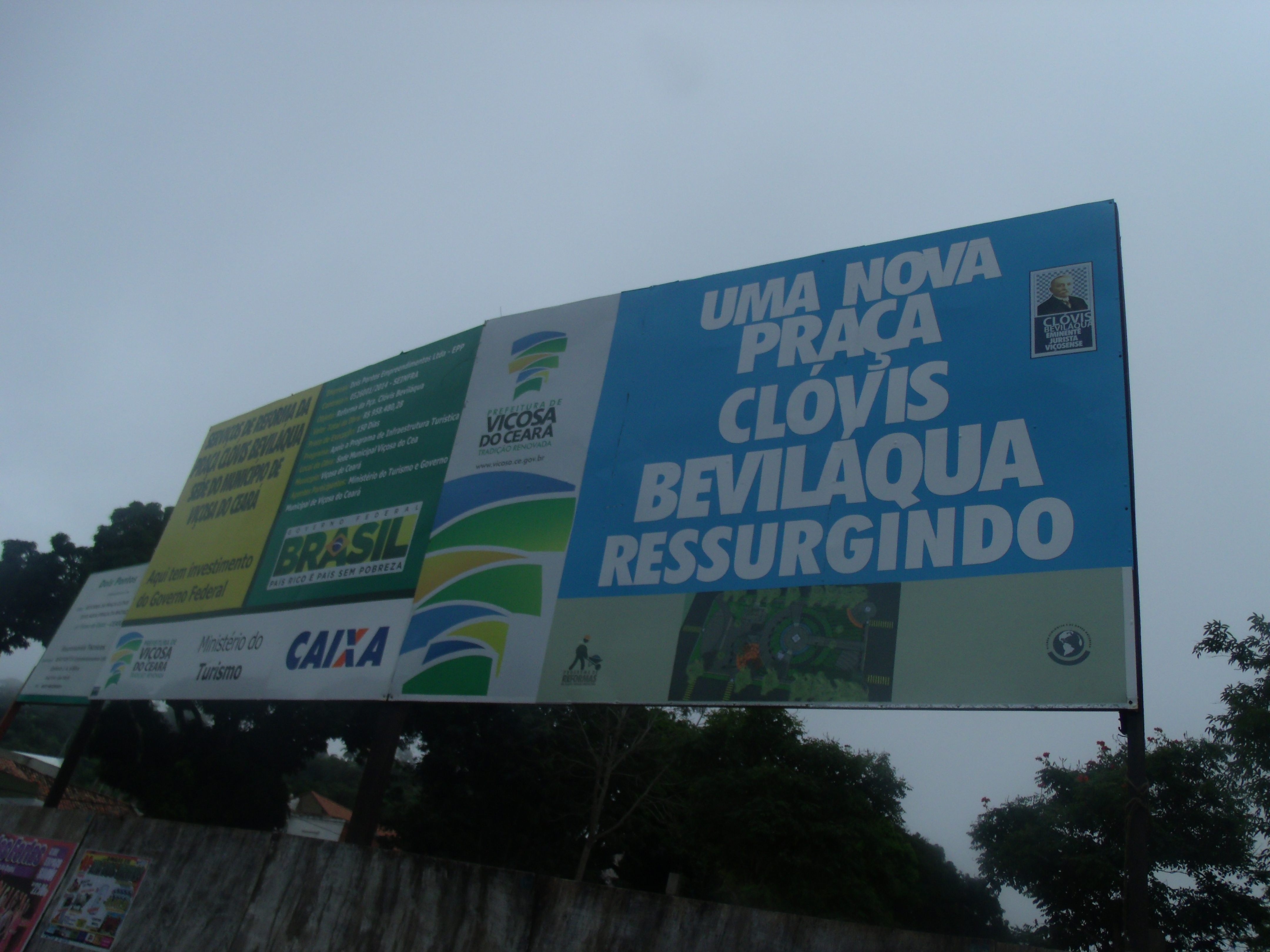
Placa da reforma (2015).

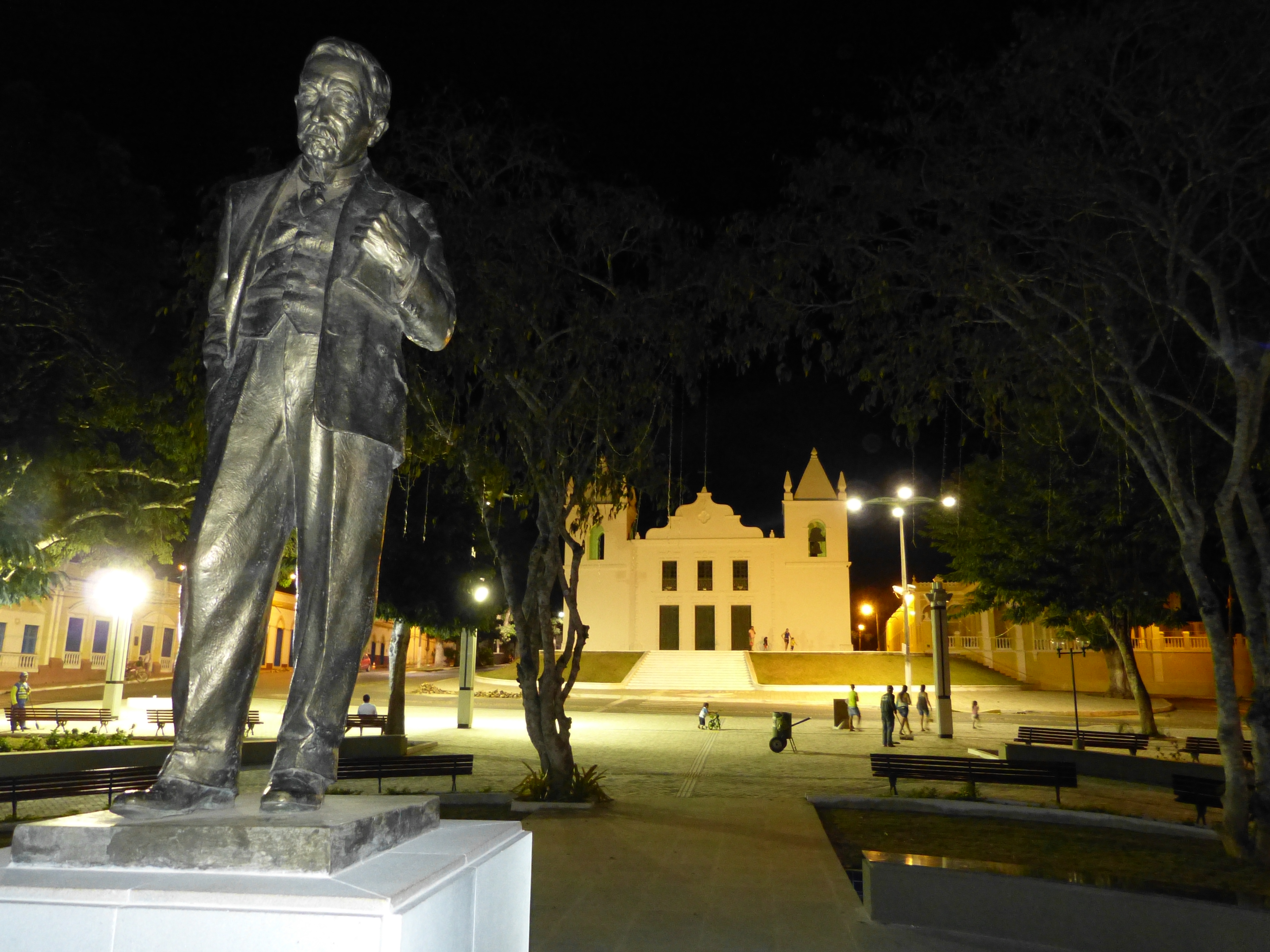
Clóvis Beviláqua, ao fundo a Igreja Matriz de Nossa Senhora da Assunção. Viçosa do Ceará, Ceará, Brasil.

O logradouro tem, ao centro, uma suntuosa estátua do jurista Clóvis Beviláqua, natural do município. O canteito pracial é circundado por edifícios históricos, públicos, institucionais, religiosos e residenciais, como o palacete da casa paroquial, o Palácio da Cidade (prefeitura municipal), a Igreja Matriz de Nossa Senhora da Assunção,  palácio Monsenhor Carneiro (sede da câmara municipal), hotéis e palacetes residenciais.
A praça também compõe o sítio histórico tombado pelo IPHAN, em 2003.